# Ilse Aben
Ilse Aben (Haarlemmermeer, 1964) is een Nederlands chemicus en fysicus. Zij is bijzonder hoogleraar remote sensing van de atmosfeer aan de Vrije Universiteit Amsterdam. In 2025 ontving zij de Stevinpremie onder andere voor haar werk aan de TROPOMI, een satelliet-instrument waarmee aardse bronnen van methaan  (een van de sterke broeikasgassen) gelokaliseerd kunnen worden.

## Loopbaan
Aben studeerde scheikunde aan de Vrije Universiteit Amsterdam en haalde in 1987 cum laude haar doctoraalexamen. Aan dezelfde universiteit promoveerde ze in 1992 op spectroscopisch onderzoek (Resonance CARS) van halogenen. Daarna kreeg ze een post-doc aanstelling bij het Institute of Mass Spectrometry aan de Universiteit van Amsterdam. In 1994 begon ze te werken bij de SRON, waar ze in 2025 nog steeds aan verbonden is. In 2001 werd zij bijzonder hoogleraar aan de Vrije Universiteit Amsterdam bij de afdeling Natuur- en Sterrenkunde. Zij vervulde die functie tot 2021.
In 2002 stond zij aan de wieg van TROPOMI, een Nederlands initiatief dat gelanceerd zou worden met een ESAsatelliet. Ze werd daarvoor de co-hoofdonderzoeker. In 2007 kreeg zij eenzelfde functie bij de ontwikkeling van SCIAMACHY, een instrument van de European Space Agency dat met spectroscopie de samenstelling van de aardatmosfeer kan onderzoeken. Met SCIAMACHY werd de relatie in beeld gebracht tussen rijstvelden en uitstoot van methaan. Nadat de TROPOMI in 2017 gelanceerd was, werd zij in 2018 lid van de Science Advisory Group voor MethaneSAT, een satelliet voor de detectie van de uitstoot van methaan.
Zij vervulde ook internationale functies. Zo werd zij in 2021 lid van het Scientific Advisory Panel van Climate and Clean Air Coalition. In datzelfde jaar werd ze ook lid van de Science & Measurement Advisory Committee van Carbon Mapper, met als doel om wereldwijd methaan- en CO2-uitstoot te meten.
In 2021 werd zij bijzonder hoogleraar remote sensing van de atmosfeer aan de VU bij de afdeling Aardwetenschappen. In 2025 is zij leider van een onderzoeksgroep van het NWO-instituut voor ruimteonderzoek SRON (Space Research Organisation Netherlands). Met haar groep doet zij naast methaan-onderzoek ook studies naar de invloed van bosbranden op luchtvervuiling, en de interactie tussen branden en klimaatverandering.

### TROPOMI

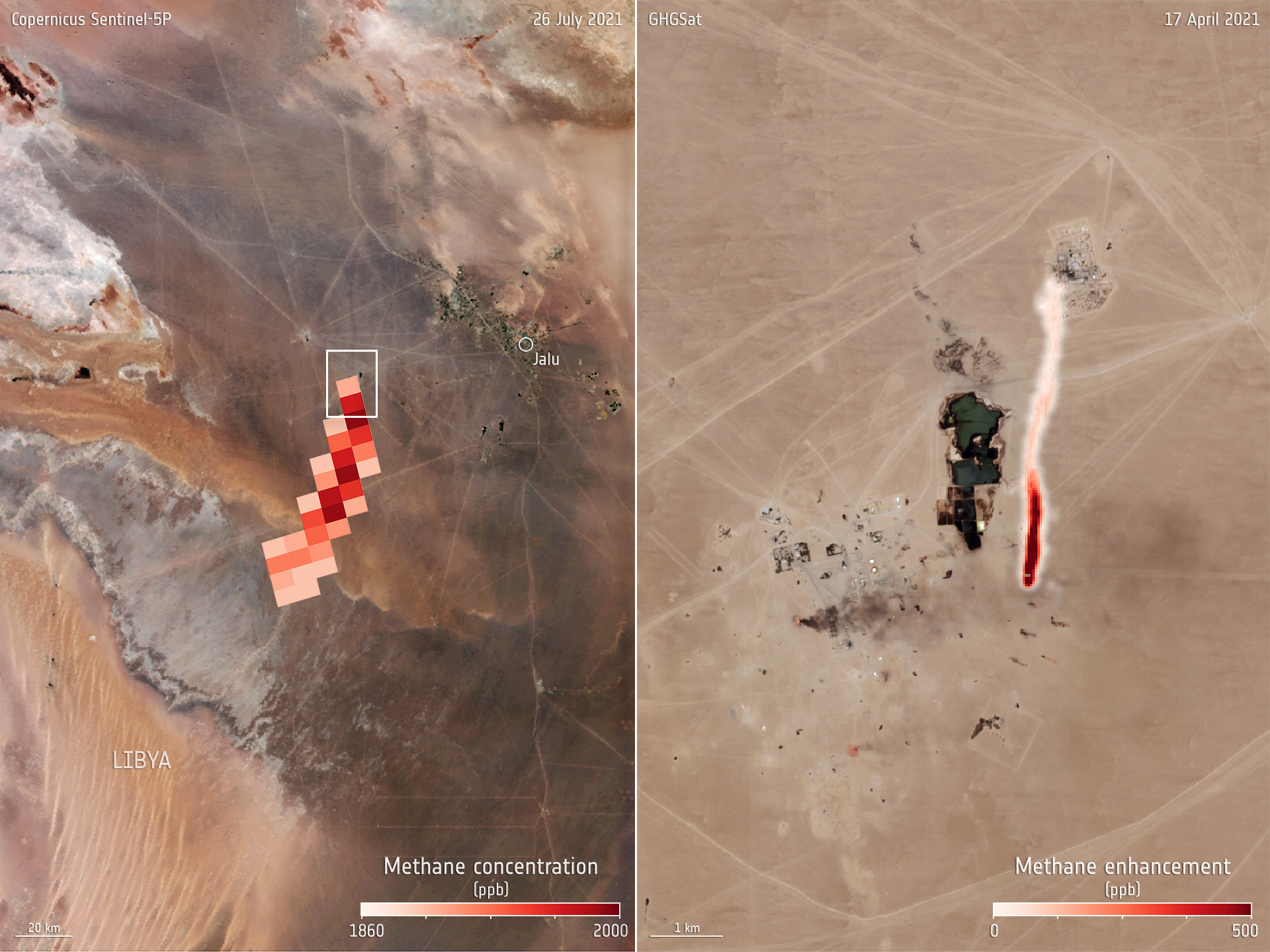
Detectie van super-emissie van methaan in Libië met de TROPOMI (links) en in meer detail (rechts) met behulp van een andere satelliet.

Onder andere voor haar werk aan de TROPOMI ontving Aben in 2025 de Stevinpremie en een bedrag van 1,5 miljoen euro. De TROPOMI werd in oktober 2017 gelanceerd. Het instrument zit in de Sentinel-5 Precursor-satelliet.  Aben gebruikte met haar team slimme algoritmes om de met het instrument verzamelde gegevens om te zetten in bruikbare informatie over methaanlekken en de uitstoot van koolmonoxide. Er zijn met een resolutie op stadsniveau, 5 bij 7 kilometer, met 20 miljoen metingen per dag, grote methaanlekken gevonden, zogeheten "super emitters." Deze constateringen worden doorgegeven aan andere satellieten, met name GHGSat, die dan kunnen inzoomen om de bron met grotere precisie te lokaliseren. Zo zijn methaanlekkages gevonden in de olie- en gasindustrie, in kolenmijnen en op vuilstortplaatsen. Deze lekken hadden samen een effect op het klimaat die twee keer zo groot is als de totale uitstoot van broeikasgassen van Nederland. Met de gegevens konden een aantal van die lekken gedicht worden, maar niet alle bedrijven en niet alle landen nemen actie tegen de lekken.
In 2021 ontdekte Aben met haar team dat zes kolenmijnen in Australië 55 procent van de totale uitstoot van methaan uit mijnen in Australië veroorzaakten, terwijl in die mijnen slechts 7 procent van de Australische kolenproductie werd gewonnen.

## Erkenning
In 2025 ontving Aben de Stevinpremie, een hoge Nederlandse wetenschappelijke onderscheiding, voor haar bijdrage aan baanbrekend methaanonderzoek.
- ORCID: 0000-0003-2198-0768